# Joseph Geishüttner
Joseph Geishüttner (* 1. März 1763 in Gmunden; † 4. Jänner 1805 in Linz) war ein österreichischer katholischer Moral- und Pastoraltheologe.
Geishüttner studierte Theologie am Generalseminar in Wien. 1789 wurde er zum katholischen Priester geweiht. Nach Abschluss seines Studiums übernahm er eine ländlich geprägte Pfarrgemeinde in der Diözese Linz. Zudem wurde er Katechet an der Linzer Hauptschule. Nach Aufhebung der Generalseminarien wurde in Linz eine theologische Lehranstalt eingerichtet. 1793 wurde er dort Professor für Moral- und Pastoraltheologie, 1801 Regens und 1803 Domscholaster. Einen Ruf auf den Dogmatik-Lehrstuhl an der Universität Wien lehnte Geishüttner wegen seiner großen Heimatliebe ab. Geishüttners Morallehre, die er in seinem Hauptwerk „Theologische Moral in einer wissenschaftlichen Darstellung“ niedergelegt hat, basiert vor allem auf der Wissenschaftslehre von Johann Gottlieb Fichte.

## Werke
- Theologische Moral in einer wissenschaftlichen Darstellung. 3 Bände. Linz 1802